# Sablia rosengreeni
Sablia rosengreeni là một loài bướm đêm trong họ Noctuidae.